# Taekwondo a 2010. évi nyári ifjúsági olimpiai játékokon
A 2010. évi nyári ifjúsági olimpiai játékokon a taekwondo versenyszámait Szingapúrban rendezték augusztus 15. és 19. között. A fiúknál és a lányoknál is 5–5 súlycsoportban avattak ifjúsági olimpiai bajnokot.

## Éremtáblázat
A rendező nemzet (Szingapúr) eltérő háttérszínnel, az egyes számoszlopok legmagasabb értéke, vagy értékei vastagítással kiemelve.
| A 2010. évi nyári ifjúsági olimpiai játékok éremtáblázata taekwondóban | A 2010. évi nyári ifjúsági olimpiai játékok éremtáblázata taekwondóban | A 2010. évi nyári ifjúsági olimpiai játékok éremtáblázata taekwondóban | A 2010. évi nyári ifjúsági olimpiai játékok éremtáblázata taekwondóban | A 2010. évi nyári ifjúsági olimpiai játékok éremtáblázata taekwondóban | Olimpia  |
| ---------------------------------------------------------------------- | ---------------------------------------------------------------------- | ---------------------------------------------------------------------- | ---------------------------------------------------------------------- | ---------------------------------------------------------------------- | -------- |
|                                                                        | Ország                                                                 | Arany                                                                  | Ezüst                                                                  | Bronz                                                                  | Összesen |
| 1.                                                                     | Dél-Korea (KOR)                                                        | 3                                                                      | 0                                                                      | 0                                                                      | 3        |
| 2.                                                                     | Kína (CHN)                                                             | 2                                                                      | 0                                                                      | 0                                                                      | 2        |
| 3.                                                                     | Irán (IRI)                                                             | 1                                                                      | 1                                                                      | 0                                                                      | 2        |
|                                                                        | Oroszország (RUS)                                                      | 1                                                                      | 1                                                                      | 0                                                                      | 2        |
| 5.                                                                     | Izrael (ISR)                                                           | 1                                                                      | 0                                                                      | 0                                                                      | 1        |
|                                                                        | Thaiföld (THA)                                                         | 1                                                                      | 0                                                                      | 0                                                                      | 1        |
|                                                                        | Nagy-Britannia (GBR)                                                   | 1                                                                      | 0                                                                      | 0                                                                      | 1        |
|                                                                        |                                                                        |                                                                        |                                                                        |                                                                        |          |
| 8.                                                                     | Németország (GER)                                                      | 0                                                                      | 2                                                                      | 0                                                                      | 2        |
| 9.                                                                     | Vietnám (VIE)                                                          | 0                                                                      | 1                                                                      | 1                                                                      | 2        |
|                                                                        | Ukrajna (UKR)                                                          | 0                                                                      | 1                                                                      | 1                                                                      | 2        |
|                                                                        | Jordánia (JOR)                                                         | 0                                                                      | 1                                                                      | 1                                                                      | 2        |
|                                                                        | Mexikó (MEX)                                                           | 0                                                                      | 1                                                                      | 1                                                                      | 2        |
| 13.                                                                    | Kazahsztán (KAZ)                                                       | 0                                                                      | 1                                                                      | 0                                                                      | 1        |
|                                                                        | Portugália (POR)                                                       | 0                                                                      | 1                                                                      | 0                                                                      | 1        |
|                                                                        |                                                                        |                                                                        |                                                                        |                                                                        |          |
| 14.                                                                    | Egyesült Államok (USA)                                                 | 0                                                                      | 0                                                                      | 2                                                                      | 2        |
|                                                                        | Szingapúr (SIN)                                                        | 0                                                                      | 0                                                                      | 2                                                                      | 2        |
|                                                                        | Törökország (TUR)                                                      | 0                                                                      | 0                                                                      | 2                                                                      | 2        |
|                                                                        | Kanada (CAN)                                                           | 0                                                                      | 0                                                                      | 2                                                                      | 2        |
|                                                                        | Franciaország (FRA)                                                    | 0                                                                      | 0                                                                      | 2                                                                      | 2        |
| 19.                                                                    | Argentína (ARG)                                                        | 0                                                                      | 0                                                                      | 1                                                                      | 1        |
|                                                                        | Tádzsikisztán (TJK)                                                    | 0                                                                      | 0                                                                      | 1                                                                      | 1        |
|                                                                        | Svédország (SWE)                                                       | 0                                                                      | 0                                                                      | 1                                                                      | 1        |
|                                                                        | Libanon (LIB)                                                          | 0                                                                      | 0                                                                      | 1                                                                      | 1        |
|                                                                        | Spanyolország (ESP)                                                    | 0                                                                      | 0                                                                      | 1                                                                      | 1        |
|                                                                        | Kuba (CUB)                                                             | 0                                                                      | 0                                                                      | 1                                                                      | 1        |
|                                                                        |                                                                        |                                                                        |                                                                        |                                                                        |          |
| Összesen                                                               | Összesen                                                               | 10                                                                     | 10                                                                     | 20                                                                     | 40       |

## Érmesek
A rendező nemzet (Szingapúr) sportolói eltérő háttérszínnel kiemelve.

### Fiú
| Súlycsoport                        | Arany                             | Ezüst                                  | Bronz                                                                     |
| ---------------------------------- | --------------------------------- | -------------------------------------- | ------------------------------------------------------------------------- |
| 48 kg Döntő: augusztus 15., 20:09  | Gili Haimovitz · Izrael (ISR)     | Mohammad Soleimani · Irán (IRI)        | Gregory English · Egyesült Államok (USA) · Lucas Guzman · Argentína (ARG) |
| 55 kg Döntő: augusztus 16., 20:09  | Kaveh Rezaei · Irán (IRI)         | Nursultan Mamayev · Kazahsztán (KAZ)   | Quoc Cuong Nguyen · Vietnám (VIE)                                         |
| 55 kg Döntő: augusztus 16., 20:09  | Kaveh Rezaei · Irán (IRI)         | Nursultan Mamayev · Kazahsztán (KAZ)   | Jia Jun Daryl Tan · Szingapúr (SIN)                                       |
| 63 kg Döntő: augusztus 17., 20:09  | Deok Byeong Seo · Dél-Korea (KOR) | Mario Silva · Portugália (POR)         | Berk Sungu · Törökország (TUR) · Alejandro Valdes · Mexikó (MEX)          |
| 73 kg Döntő: augusztus 18., 20:09  | Jin Hak Kim · Dél-Korea (KOR)     | Aliaskhab Sirazhov · Oroszország (RUS) | Maksym Dominishyn · Ukrajna (UKR) · Michel Samaha · Libanon (LIB)         |
| +73 kg Döntő: augusztus 19., 20:09 | Chang Liu · Kína (CHN)            | Ibrahim Ahmadsei · Németország (GER)   | Yazan Alsadeq · Jordánia (JOR) · Stefan Bozalo · Kanada (CAN)             |

### Lány
| Súlycsoport                        | Arany                                 | Ezüst                                | Bronz                                                                            |
| ---------------------------------- | ------------------------------------- | ------------------------------------ | -------------------------------------------------------------------------------- |
| 44 kg Döntő: augusztus 15., 19:53  | Anastasia Valueva · Oroszország (RUS) | Iryna Romoldanova · Ukrajna (UKR)    | Seyma Tuncer · Törökország (TUR) · Shukrona Sharifova · Tádzsikisztán (TJK)      |
| 49 kg Döntő: augusztus 16., 19:53  | Worawong Pongpanit · Thaiföld (THA)   | Dana Touran · Jordánia (JOR)         | Jessie Bates · Egyesült Államok (USA) · Melanie Phan · Kanada (CAN)              |
| 55 kg Döntő: augusztus 17., 19:53  | Jade Jones · Nagy-Britannia (GBR)     | Thanh Thao Nguyen · Vietnám (VIE)    | Jennifer Agren · Svédország (SWE)                                                |
| 55 kg Döntő: augusztus 17., 19:53  | Jade Jones · Nagy-Britannia (GBR)     | Thanh Thao Nguyen · Vietnám (VIE)    | Rahman Shafinas Abdul · Szingapúr (SIN)                                          |
| 63 kg Döntő: augusztus 18., 19:53  | Soo Yeon Jeon · Dél-Korea (KOR)       | Antonia Katheder · Németország (GER) | Nagore Irigoien · Spanyolország (ESP) · Samantha Silvestri · Franciaország (FRA) |
| +63 kg Döntő: augusztus 19., 19:53 | Shuyin Zheng · Kína (CHN)             | Briesida Acosta · Mexikó (MEX)       | Yuleimi Abreu · Kuba (CUB) · Faiza Taoussara · Franciaország (FRA)               |